# Sint-Martinuskerk (Melsbroek)

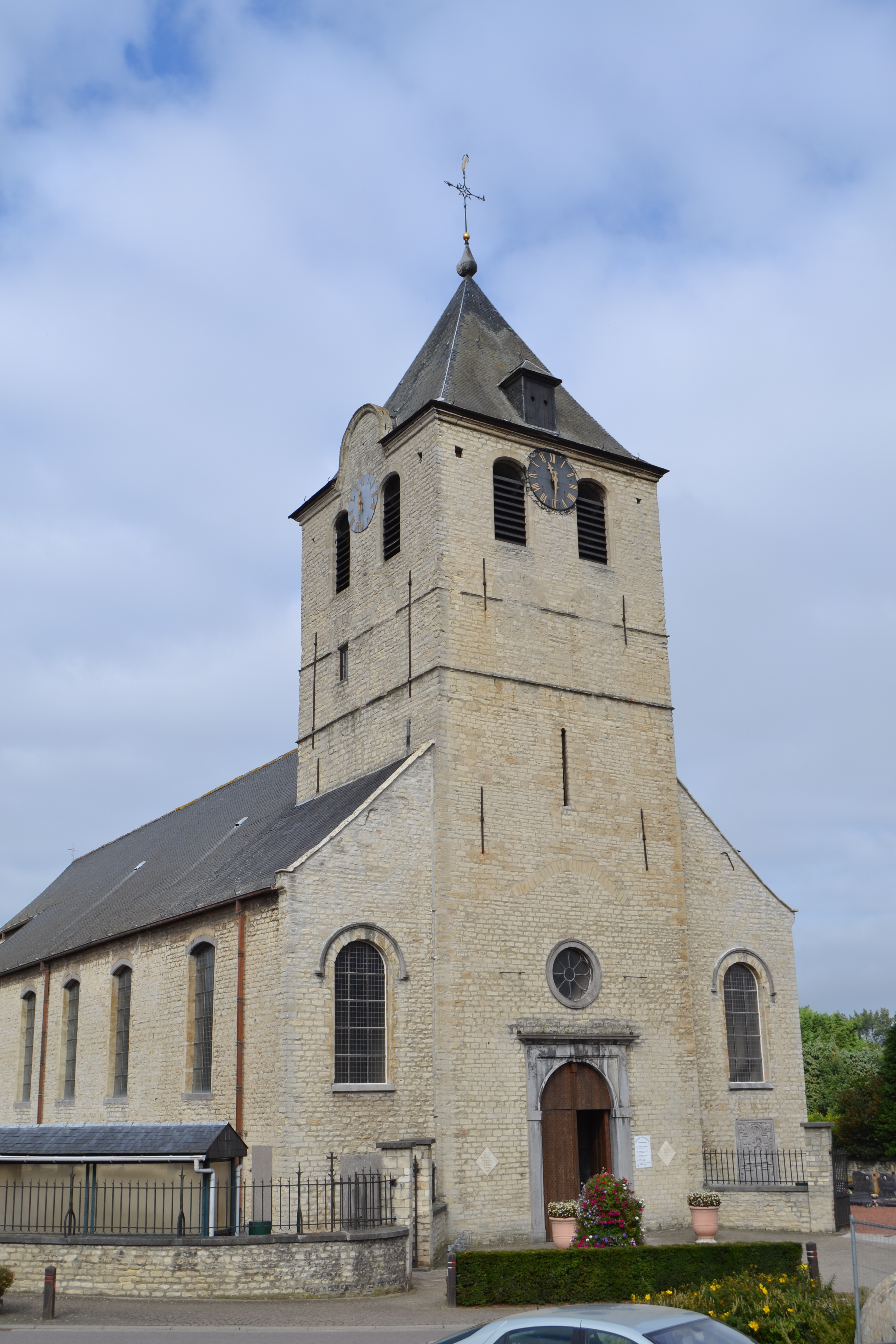
Sint-Martinuskerk

De Sint-Martinuskerk is de parochiekerk van de tot de Vlaams-Brabantse gemeente Steenokkerzeel behorende plaats Melsbroek, gelegen aan de Vanheylenstraat.

## Geschiedenis
In 1134 was er al sprake van een parochiekerk waarvan het patronaatsrecht berustte bij het Sint-Goedelekapittel te Brussel.
De oorspronkelijk romaanse kerk bezat een 12e-eeuwse toren die aanvankelijk boven het priesterkoor was gebouwd. Tijdens de godsdiensttwisten in de 2e helft van de 16e eeuw werd de kerk zwaar beschadigd. Omstreeks 1600 werd het koor, dat het zwaarst beschadigd was, herbouwd. In 1729 werd de toren hersteld.
In 1780-1781 werden koor en schip afgebroken en vervangen door een classicistisch gebouw. De toren werd hierbij in de oostgevel ingebouwd. De kerk werd toen naar het westen georiënteerd, terwijl de oorspronkelijke oriëntatie naar het oosten was.

## Gebouw
Het betreft een in lokaal gewonnen zandsteen gebouwde pseudobasiliek. De zware vierkante laat-romaanse ingebouwde oosttoren heeft een bovenverdieping van 1729 en wordt bekroond met een tentdak.

## Interieur
De kerk bezit een schilderij Liefdadigheid van Sint-Maarten van 1656 dat zich bevindt op het barokke zuidelijk zijaltaar. Het noordelijk zijaltaar is van 1782. Er zijn enkele grafstenen uit de eerste helft van de 17e eeuw.